# Jean Balue
Jean Balue, ook Jean La Balue, (Angles-sur-l'Anglin, 1421 – Ancona, 5 oktober 1491) was een Frans kardinaal.

## Biografie
Jean was van nederige afkomst en zoon van kasteelheer Thomassin Balue. Al op vroege leeftijd trad hij in dienst van de bisschop van Poitiers, Jacques Juvénal des Ursins, met wie hij ook goed bevriend raakte. Na de dood van de bisschop trad hij in dienst bij de bisschop van Angers, Jean de Beauveau.
Na te zijn geïntroduceerd bij koning Lodewijk XI van Frankrijk werd Jean in 1464 door hem benoemd tot koninklijk aalmoezenier. In 1465 volgde zijn aanstelling tot bisschop van Évreux. Door toedoen van Jean werd bisschop Beaveau uit zijn functie ontheven, waarna Balue het vacante bisdom kreeg toegewezen (1465-1467). Hij was bisschop van Angers van 1467 tot 1476.
Op voordracht van Lodewijk XI werd Jean op 18 september 1467 verheven tot kardinaal-priester met de titelkerk Santa Susanna te Rome.
In 1468 werd in Péronne gezocht naar een oplossing voor een conflict tussen Lodewijk XI en Karel de Stoute, waarbij Jean optrad als adviseur. Toen tijdens de onderhandelingen een conflict uitbrak in Luik, behorend tot het gebied van Karel de Stoute, dreigde het conflict tussen de Franse koning en Karel uit de hand te lopen. Mede door toedoen van Jean Balue werd Lodewijk XI gedwongen tot het Verdrag van Péronne (1468), waardoor onder meer het gezag van het Parlement van Parijs in Vlaanderen ophield te bestaan. Na de bijeenkomst verklaarde Lodewijk XI al snel het verdrag ongeldig en besloot tot de opbouw van een leger om Bourgondië voor altijd te verslaan.
Jean Balue bleef echter in het geheim corresponderen met Karel de Stoute en hield hem op de hoogte van de stappen die Lodewijk XI ondernam. De geheime briefwisseling werd onderschept en Jean werd beschuldigd van hoogverraad. Op 23 april 1469 werd de kardinaal schuldig bevonden en in de gevangenis gezet.
Tussenkomst van de paus mocht aanvankelijk niet baten en pas in 1480, door bemiddeling van Giuliano della Rovere –de latere paus Julius II- werd Jean vrijgelaten op voorwaarde dat hij per direct Frankrijk zou verlaten. Eenmaal in Rome werd Jean in ere hersteld en werd zelfs aangesteld als kardinaal-bisschop van Albano. Hij werd bisschop van Autun (1484-1490) en opnieuw bisschop van Angers (1490-1491).
Na het overlijden van koning Lodewijk XI herstelden de betrekkingen tussen Jean en zijn vaderland en werd hij door Karel VIII van Frankrijk gevraagd als pauselijk legaat in Frankrijk (vanaf 1483).
Jean Balue overleed in 1491 te Ancona, als kardinaal-bisschop van Palestrina.